# Cerco a Leninegrado
O Cerco a Leninegrado (português europeu) ou Cerco a Leningrado (português brasileiro) (em russo: блокада Ленинграда, blokada Leningrada) foi um cerco militar à então cidade de Leningrado (atualmente, São Petersburgo), na então União Soviética (atualmente, Rússia), pelas tropas da Alemanha Nazista, Itália e Finlândia durante a Segunda Guerra Mundial. Durou cerca de 900 dias, de 8 de Setembro de 1941 a 27 de Janeiro de 1944. Foi um dos cercos mais longos e destrutivos da história das guerras.

## Ofensiva alemã
A conquista de Leningrado era um dos três objetivos estratégicos para a Operação Barbarossa e o principal alvo do exército alemão do norte. A justificativa estratégica para o ataque a Leningrado era basicamente política, como era a ex capital da Rússia e um dos berços da Revolução Comunista. Havia também uma importância militar, já que a cidade era a base para a Frota do Báltico soviética e um grande centro industrial. Em 1939, Leningrado era responsável por 11% de toda a produção industrial soviética.
O marechal Wilhelm Ritter von Leeb lideraria as forças alemãs no ataque ao norte. A força aérea alemã iniciou então um intenso bombardeio na região.
A 27 de Junho de 1941, o Conselho de disputas dos trabalhadores de Leningrado decidiu mobilizar milhões de pessoas para a construção de fortificações. Várias defesas foram construídas. Uma das fortificações percorria desde o rio Luga até Chudovo, Gatchina, Uritsk, Pulkovo e depois através do rio Neva. A outra defesa passava através de Petergof até Gatchina, Pulkovo, Kolpino e Koltushy.
Uma outra defesa contra os finlandeses foi construída no norte dos arredores de Leninegrado. 190 quilômetros de barricadas de madeira, 700 quilômetros de trincheiras antitanque, 5 mil quilômetros de trincheiras de terra e madeira, instalações de ferro e betão e 25 mil quilômetros de trincheiras abertas foram construídas por civis, sendo inclusive o canhão do cruzador Aurora montado na montanha de Pulkovo, no sul de Leninegrado. Contudo, quando as forças soviéticas na frente noroeste no fim de Junho foram derrotadas nas Repúblicas Soviéticas do Báltico, a Wehrmacht tinha forçado a sua passagem por Ostrov e Pskov. A 10 de Julho, ambas as cidades foram capturadas e os alemães alcançaram Kunda e Kingisepp, de onde avançaram para Leninegrado a partir de Narva, da região Luzhski e a partir do sudoeste e também do norte e sul do Lago Ilmen de modo a isolar Leninegrado do leste e juntar os finlandeses na margem leste do Lago Ladoga. O bombardeamento de Leninegrado começou a 4 de Setembro. O bombardeamento a 8 de Setembro causou 178 incêndios. No início de Outubro, os alemães recusaram-se a assaltar a cidade e a diretiva de Hitler a 7 de Outubro, assinada por Alfred Jodl, foi uma lembrança para não aceitar uma capitulação por parte dos soviéticos.

## Ofensiva finlandesa
Por volta de Agosto, os finlandeses tinham reconquistado o Istmo da Carélia, ameaçando Leninegrado a partir do oeste, e estavam a avançar através de Carélia a leste do Lago Ladoga, ameaçando Leninegrado a partir do norte. Ocorreu, contudo, que as forças finlandesas pararam na fronteira de 1939. O quartel-general finlandês recusou o pedido alemão para ataques aéreos contra Leninegrado e não avançou mais a sul do rio Svir na cidade ocupada do leste da Carélia. Em contraste, o progresso alemão foi rápido e, por volta de Setembro, a Wehrmacht tinha cercado Leninegrado. No norte, as forças finlandesas continuaram o seu avanço até chegarem ao Svir em Dezembro, 160 quilômetros a nordeste de Leningrado.
A 4 de Setembro, Jodl tentou persuadir Mannerheim a continuar a ofensiva finlandesa, o que, diz-se, Mannerheim recusou. Após a guerra, o ex-presidente finlandês Ryti disse:

A 24 de Setembro de 1941 visitei o quartel-general do marechal Mannerheim. Os alemães quiseram dirigir-nos para o cruzamento da antiga fronteira e o prosseguimento da ofensiva contra Leninegrado. Eu disse que a captura de Leningrado não era o nosso objetivo e que nós não faríamos parte da ofensiva. Mannerheim e o ministro da defesa Walden concordaram comigo e recusaram as ofertas dos alemães. O resultado foi uma situação paradoxal: os alemães não puderam se aproximar de Leningrado a partir do norte...
Mais tarde, foi declarado que não houve qualquer bombardeamento sistemático a partir do território finlandês.

## Mantimentos

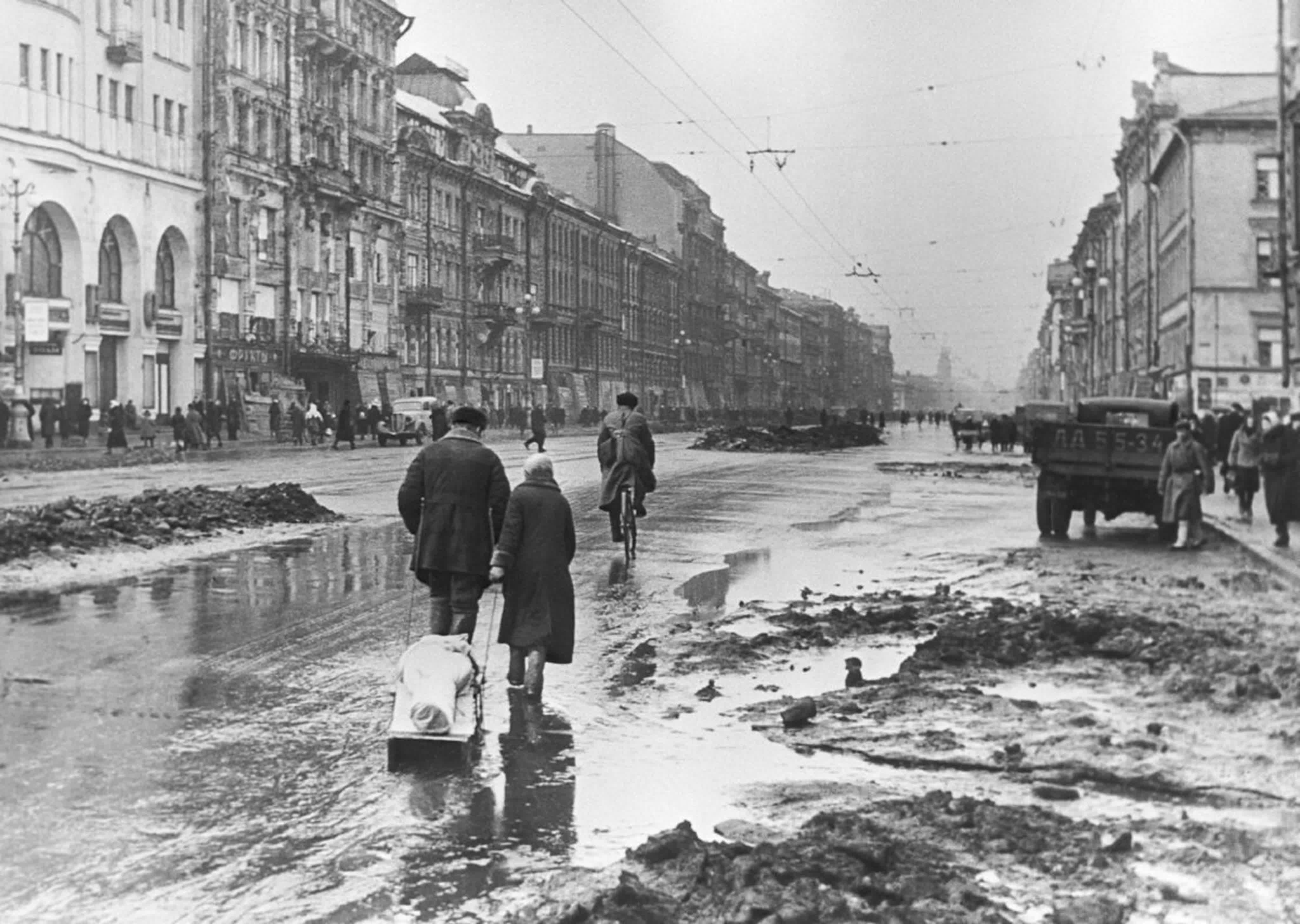
Uma rua de Leningrado em 1942.

### Comida
A 2 de Setembro, as rações foram reduzidas: os trabalhadores tinham 600 gramas de pão por dia, crianças e dependentes 400 gramas. Um grande número de milho, farinha e açúcar foi eliminado a 8 de Setembro devido a falha de medidas de defesa aérea. Contudo, durante vários dias depois de o cerco começar, era possível comer em alguns restaurantes "comerciais" que utilizavam 10% de toda a carne que a cidade consumia. A 12 de Setembro de 1942 foi calculado que as provisões para ambos os exército e civis eram as seguintes:
- Milho e farinha - para 35 dias;
- Massa - para 30 dias;
- Carne - para 33 dias;
- Gorduras - para 45 dias;
- Açúcar - para 60 dias;

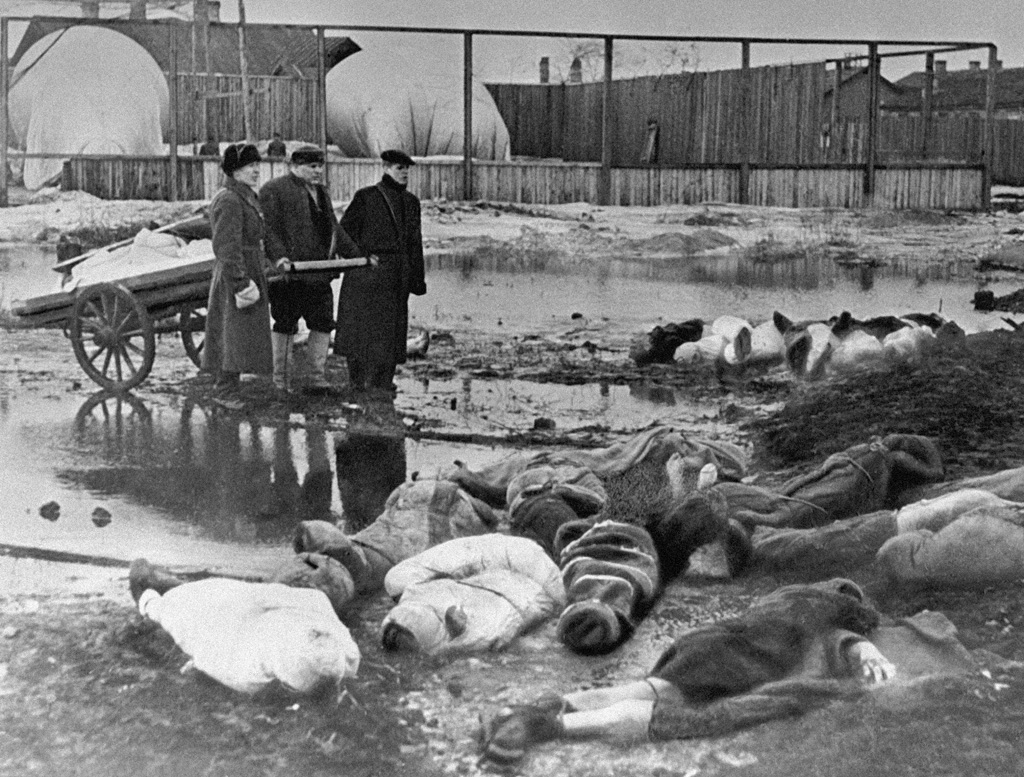
Civis soviéticos se livrando dos corpos dos falecidos durante o cerco.

Ao mesmo tempo, uma nova redução nas rações teve lugar: os trabalhadores recebiam 500 gramas de pão, os empregados e crianças 300 gramas e os dependentes 250 gramas. A distribuição de carne foi diminuída mas a distribuição do açúcar e das gorduras foi aumentada. O exército e a Frota do Báltico tinham algumas rações de emergência mas não eram suficientes. A frota de Ladoga estava mal equipada e tinha sido bombardeada pela aviação alemã. Várias barcas com milho foram afundadas em Setembro. Contudo, uma parte significativa foi, mais tarde, recuperada por mergulhadores. Este milho foi, depois, utilizado na fabricação de pão. A aveia para os cavalos foi também utilizada, enquanto que os cavalos foram alimentados com folhas de árvores.
Durante o cerco, foi efetuado um total de cinco reduções de comida: a 2 de Setembro, 10 de Setembro, 13 de Novembro, 1 de Outubro e a 20 de Novembro. O nível de desnutrição foi atenuado devido aos novos jardins que cobriam a maior parte do território da cidade por volta de 1943.

### Energia
Devido à falta do fornecimento de energia, várias fábricas foram fechadas e, em Novembro, já não existia um serviço de elétricos. A utilização de energia foi proibida em toda a cidade, exceto no quartel-general soviético, nos comités do distrito, nas bases de defesa aérea, e em algumas outras instituições. Pelo final de Setembro, o fornecimento de óleo e de carvão terminou. A utilização de árvores foi a única opção para energia. A 8 de Outubro, o comité executivo de Leninegrado (Ленгорисполком) e o comité executivo regional (облисполком) decidiram começar a cortar as árvores no distrito de Pargolovo e também no distrito de Vsevolzhskiy, no norte da cidade. Por volta de 24 de Outubro, apenas 1% do plano de corte de árvores tinha sido executado.

## O cerco

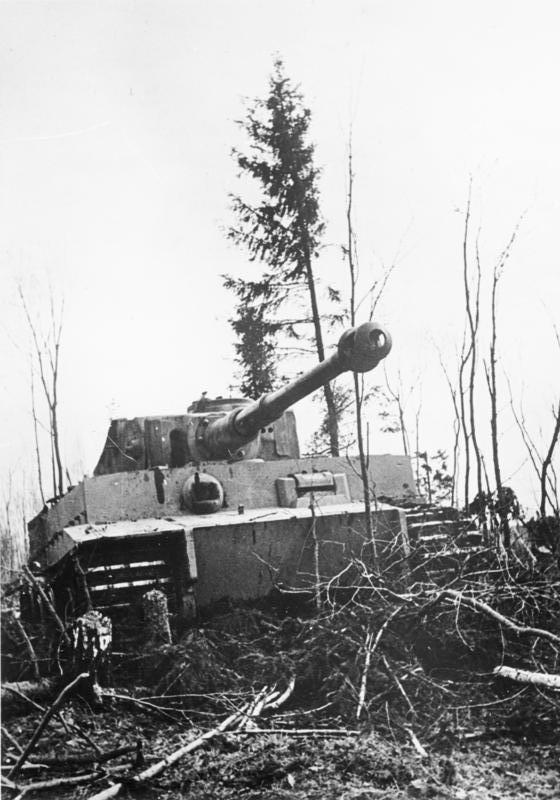
Um tanque alemão Tiger I utilizado pela Wehrmacht durante o cerco.

A 8 de setembro de 1941 a cidade já estava completamente cercada. Leningrado passou a ser bombardeada dia e noite, por artilharia e aviões. O alto comando alemão decidiu que a cidade seria vencida pela fome e cortou todos os acessos por terra. Os soviéticos fizeram poucas tentativas de romper o cerco por dentro, tendo que aguentar intensos bombardeios diários. Ainda assim, os russos não cederam. Através do lago Ladoga, o exército vermelho conseguiu manter a cidade minimamente suprida, o suficiente para que sua população não morresse. Os russos chamariam esta rota de "Estrada da Vida" (Дорога жизни).
No geral, o cerco a Leningrado durou cerca de 872 dias e custou a vida de 1,5 milhão de pessoas (a maioria civis). A destruição e o número de fatalidades fez da batalha por Leningrado uma das mais sangrentas já travadas em uma cidade moderna. A fome foi uma das principais causas de mortes. Houve denúncias de que algumas pessoas praticaram canibalismo para sobreviver. O frio do inverno também era cruel. Em 1942, a temperatura chegou a −30 °C. Era comum ver centenas de cadáveres em cada rua e o bombardeio constante impediu os enterros. No final, muitos questionam a persistência de Hitler em continuar cercando a cidade. O general Fedor von Bock, do exército alemão do centro, expressou sua frustração quanto a isso. Ele teria preferido concentrar todas as forças alemãs para capturar Moscou.

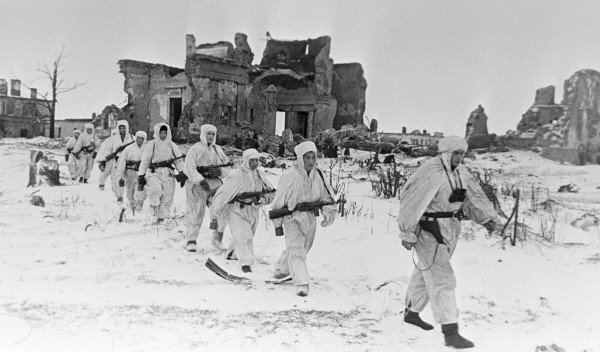
Tropas soviéticas defendendo a cidade.

No outono de 1942, os soviéticos iniciaram a Ofensiva de Sinyavino. A luta, que aconteceu ao sul das regiões vizinhas de Leningrado, foi dura e terminou depois de três meses. Apesar dos russos terem sido detidos, eles conseguiram distrair os alemães, que tiveram de adiar uma grande operação que tinha como objetivo tomar Leningrado de uma vez por todas. No começo de 1943, foi a vez da operação Iskra. Novamente, vindos do sul do lago Ladoga, os soviéticos desta vez foram mais bem sucedidos. Apesar de não terem rompido o cerco, conseguiram amenizar o bloqueio e fizeram passar suprimentos muito necessários.
Passaram-se então quase um ano sem que nenhuma grande operação militar fosse feita por qualquer um dos lados. Leningrado continuava a ser bombardeada e a situação humanitária da população presa na cidade já estava critica. Porém, o fracasso alemão em capturar Moscou e as derrotas no sul em Stalingrado e em Kursk viraram a maré da guerra no leste de vez em favor da União Soviética. Os russos então, no começo de 1944, mobilizaram quase 1 milhão de homens (o dobro do número de soldados alemães) e lançaram uma grande ofensiva nas regiões dos oblasts de Leningrado, Novgorod, Pskov e Narva. Ao final deste combate, 300 mil soldados soviéticos estavam mortos ou feridos (junto com 71 mil alemães que também pereceram). A 27 de janeiro de 1944, as ultimas unidades do exército alemão abandonaram o cerco a Leningrado. Ao fim de março, boa parte das tropas nazistas também já haviam sido expulsas do norte da Rússia.
Enquanto recuavam de Leningrado, os alemães saquearam e queimaram tudo que viam pela frente. No final dos combates, o número de mortes pode ter chegado a um milhão (a maioria civis). Leningrado e as regiões vizinhas estavam em ruínas.

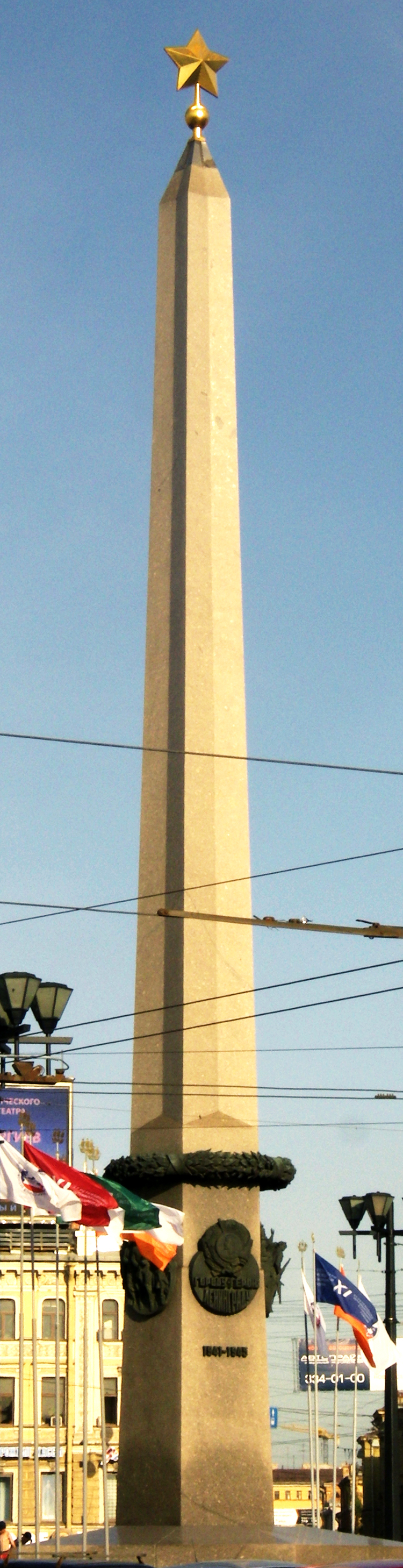
Um monumento em Leningrado em honra aos que lutaram e morreram na cidade.